# Leopold Adrien Paulet
Leopold Adrien Paulet es un deportista marfileño que compitió en taekwondo. Ganó una medalla de oro en el Campeonato Africano de Taekwondo de 1996, en la categoría de –76 kg.

## Palmarés internacional
| Campeonato Africano | Campeonato Africano       | Campeonato Africano | Campeonato Africano |
| Año                 | Lugar                     | Medalla             | Categoría           |
| ------------------- | ------------------------- | ------------------- | ------------------- |
| 1996                | Johannesburgo (Sudáfrica) | Medalla de oro      | –76 kg              |